# Maria Bonaventura Forteza-Maura Cortès
Maria Bonaventura Forteza-Maura Cortès (Palma, 7 de novembre de 1826 - Palma, 12 de setembre de 1917) fou una empresària de negocis marítims mallorquina.

## Biografia
Maria Bonaventura Forteza-Maura i Cortès nasqué a Palma el 16 de novembre de 1826. Era filla d'Antoni Forteza-Maura i Paula Cortès.
El 1849 es casà amb Gabriel Faust Fuster Forteza, conegut polític progressista i home de negocis, amb qui tingué vuit fills. El 1872, però, Maria Bonaventura enviudà i el fet de descendir d'una família amb llarga tradició mercantil feu que s'encarregués personalment de l'administració del patrimoni familiar i dels negocis marítims que deixà el seu difunt marit, sobretot activitats comercials relacionades amb el comerç marítim amb Cuba.
El 1880, una vegada més, la mort interrompé la vida de la seva família i Maria Bonaventura perdé el seu fill Francesc en el transcurs d'un viatge de retorn, que aquest feia des del Carib. Era Francesc, pilot de professió, el fill que havia de ser l'hereu successor en les tasques d'administració dels negocis naviliers i, després de la seva mort, Maria optà per desfer-se gradualment del patrimoni que, des de la mort del seu marit, havia anat ampliant, arran de la seva gestió empresarial (arribà a ser propietària del bergantí M. Isabel i de la bricbarca Lequeitio).
El 1917, a l'edat de noranta-un anys i després de sobreviure al seu espòs i quatre dels seus vuit fills, Maria Bonaventura Forteza-Maura i Cortès morí a Palma.